# Storkågeträsk
Storkågeträsk is een plaats in de gemeente Skellefteå in het landschap Västerbotten en de provincie Västerbottens län in Zweden. De plaats heeft 64 inwoners (2005) en een oppervlakte van 33 hectare. De plaats ligt aan het meer Storkågeträsket.